# Jared Huffman
Pour les articles homonymes, voir Huffman.
Jared Huffman, né le 18 février 1964 à Independence (Missouri), est un homme politique américain, membre du Parti démocrate et élu de Californie à la Chambre des représentants des États-Unis depuis 2013. Il est auparavant élu à l'Assemblée de l'État de Californie de 2006 à 2016.

## Biographie
Jared Huffman est originaire d'Independence dans la banlieue de Kansas City. Après des études à l'université de Californie à Santa Barbara et au Boston College, il devient avocat. De 2001 à 2006, il travaille pour le Natural Resources Defense Council. Il siège parallèlement au conseil des directeurs du district de l'eau du comté de Marin.
En 2006, il est élu à l'Assemblée de l'État de Californie.
En 2012, il est élu à la Chambre des représentants des États-Unis dans le 2e district de Californie avec 71,2 % des voix face au républicain Daniel Roberts. Il est réélu avec 75 % des suffrages en 2014.